# دتیل (نیومکزیکو)
دتیل (به انگلیسی: Datil) یک منطقهٔ مسکونی در ایالات متحده آمریکا است که در شهرستان کترون، نیومکزیکو واقع شده‌است. دتیل ۴٫۸۵ کیلومتر مربع مساحت و ۵۴ نفر جمعیت دارد و ۲٬۲۵۵٫۵۵ متر بالاتر از سطح دریا واقع شده‌است.